# Anastasia Zadorozjnaja
Anastasia Sergejevna Zadorozjnaja (Russisch: Анастасия Сергеевна Задорожная) (Vytegra (Oblast Vologda), 30 augustus 1985) is een Russische actrice, zangeres en model. In Nederland en België is ze vooral bekend voor haar rol als Alyona in het tweede seizoen van de televisieserie Matroesjka's.

## Biografie
Van 2002 tot 2006 studeerde ze aan de Russische Academie voor Theaterkunst. Na haar diploma speelde ze Vasilisa in de serie Club. Deze serie liep van 2006 tot eind 2009 en werd de meest succesvolle serie ooit voor MTV Russia. In 2007 werd ze gekozen voor de rol van Alyona in de Belgische serie Matroesjka's 2. In 2010 werd ze in Rusland verkozen tot meest sexy actrice van het jaar.

## Filmografie
- Gemeinsame Normdatei: 143891618
- International Standard Name Identifier: 0000 0001 1836 6121
- MusicBrainz: 06aeacdc-799e-491e-98e2-7a4131914382
- Virtual International Authority File: 169448512
- WorldCat: E39PBJppwJP74bQ8tTkjftkqwC